# Interlíngua
A interlíngua é uma língua auxiliar internacional baseada na existência de um vasto vocabulário comum compartilhado por línguas de grande difusão mundial. São palavras como abreviação, abdicação, abdução, abjuração, abolição, abominação, aborígene, absoluto, absorção, abstenção, abstração, acácia, etc.
Essas palavras geralmente são greco-romanas em sua origem, mas há palavras internacionais de outras origens: iglu, quimono, vodca, jaguar, vis-à-vis, software, etc.
A interlíngua veio a público em 1951 pela International Auxiliary Language Association (IALA), após mais de duas décadas de estudos linguísticos, com a publicação das suas duas obras básicas que são: Interlingua–English Dictionary, com 27.000 palavras, e Interlingua Grammar.
Outra língua auxiliar, o Latino sine Flexione de Giuseppe Peano foi chamada anteriormente de Interlingua, com a Academia de Interlingua de Peano autorizando o uso do nome para o projeto da IALA.

## História
Após a Primeira Guerra Mundial teve um crescente interesse na ideia de uma língua auxiliar internacional. Muitos linguistas, intérpretes e pesquisadores interessados em desenvolver uma linguagem óptima auxiliar. Com seu apoio a International Auxiliary Language Association foi formada em 1924 com financiamento de Alice Vanderbilt Morris para resolver este problema. Finalmente, depois de não conseguir obter compromissos existentes de línguas auxiliares, IALA decidiu criar sua própria língua ajuda a utilizar princípios científicos. A ideia era inventar uma língua auxiliar, baseada em um vocabulário internacional de palavras comuns entre as principais línguas europeias e padronizá-la. Como afirmou: "Não é necessário inventar um assistente linguístico. O que é necessário é apenas removê-lo."
Desenvolvimento de pesquisa começou em 1936 em Liverpool, Inglaterra, mas com a ameaça de guerra, mudou sua operação de pesquisa IALA para Nova Iorque em 1939 sob a direcção de E. Clark Stillman.
Naquele ano, montou uma equipe de linguistas para executar a tarefa. Em 1934, E. Clark Stillman e seu assistente  Alexander Gode terminaram um manual de "Padronização interlinguística" que descreve o seu conceito de como extrair as palavras dos idiomas que acreditavam que continha a maior concentração de palavras internacionais: Inglês, Francês, Italiano e Espanhol / Português (os dois últimos são agrupados em um único idioma).
O trabalho continuou durante a Segunda Guerra Mundial, mas Stillman saiu da IALA em 1943 para servir o governo dos Estados Unidos. Gode se tornou o director de pesquisa. Em 1945, um general da IALA relatório revelou que a equipe produziu um vocabulário de mais de 20.000 palavras internacionais.
A investigação e pesquisa foram investigadas várias variantes de língua auxiliar internacional usando o vocabulário internacional. Estas variantes foram:
- variante naturalista, totalmente protótipo.
- uma variante com um mínimo de regulação e delineando.
- uma variante com regularização intermédia.

Em 1946 um famoso linguista francês André Martinet foi contratado como diretor de pesquisa para produzir um dicionário e uma forma final para o idioma auxiliar. Martinet realizou uma pesquisa sobre como a língua auxiliar, e os resultados indicaram que uma linguagem entre a variante totalmente naturalista e minimamente regularizada variante seria favorecida por mais pessoas. No final de 1948 Alexander Gode assumiu a responsabilidade final para produzir um dicionário da língua quando Martinet retornou à Universidade de Columbia. Alice V. Morris, que era o director financeiro IALA, morreu em agosto de 1950, quando a forma final do dicionário estava se preparando para imprimir.
Alexander Gode foi um dos principais promotores deste esforço. Publicou um resumo da gramática, um dicionário unidireccional (Interlíngua para Inglês), e um livro introdutório com o título de Interlingua a Prime Vista. Alexander Gode e Hugh Blair, que foi o assistente pessoal Alice Morris em sua própria pesquisa sobre línguas auxiliares, publicaram simultaneamente uma gramática da Interlíngua para dar forma concreta à língua internacional. A gramática e o vocabulário da Interlingua foram publicados em 1951 por Gode, financiado por ele mesmo. O Dicionario Interlingua-Inglês de 1951 continha 27.000 palavras, cuja forma é intermediária entre as formas variantes do protótipo e puramente a variante com ajuste mínimo.

## Vocabulário
Uma palavra é adotada em interlíngua desde que ela seja comum a pelo menos 3 das 4 línguas nacionais escolhidas como fonte: português/espanhol (tratados como um só), italiano, francês e inglês; alemão e russo podem vir a ser considerados.
A forma da palavra é a forma do protótipo, isto é, a forma que deu origem às diferentes formas das línguas nacionais. Assim, embora a palavra portuguesa olho possa ser bastante diferente do espanhol ojo, do italiano occhio e do francês oeil, todas se originaram de uma forma latina anterior oculus, que sobrevive na composição de palavras internacionais como oculista, ocular, etc. Portanto, olho em interlíngua é oculo (AFI: ['ɔkulɔ]; a sílaba tônica sendo o primeiro "o").

## Gramática
Eis uns poucos pontos que diferem entre a interlíngua e o português. Poucos, mas que fazem um diferença enorme no tempo de aprendizado da língua.
Só há um artigo definido, le, e um indefinido, un, invariáveis em gênero e número.
| artigo definido | artigo indefinido |
| --------------- | ----------------- |
| le patre        | un patre          |
| le infantes     | un infante        |
| le amicas       | un amica          |

Os verbos não têm conjugação por pessoa (io ama, tu ama, ille ama, nos ama, vos ama, illes ama). Os verbos assumem apenas sete formas diferentes: infinitivo (amar), presente/imperativo (ama), passado (amava), futuro (amara, acentuado no último "a"), condicional (amarea, acentuado no "e"), particípio passado (amate), particípio presente (amante). Assim, verbos "difíceis" em português, como vir, ficam muito mais fáceis de aprender (apenas venir, veni, veniva, venira, venirea, venita, veniente).
| pronome                                         | Infinitivo | Presente | Passado            | Futuro            | Condicional           |
| ----------------------------------------------- | ---------- | -------- | ------------------ | ----------------- | --------------------- |
| io, tu, illo nos, vos, illos (formas composite) | crear      | crea     | creava (ha create) | creara (va crear) | crearea (velle crear) |

Os adjetivos também não se alteram, não importando se o substantivo que ele qualifica está no singular ou no plural (grande casa; grande casas), nem se ele é masculino, feminino ou neutro (sem sexo) (Petro es belle, Maria es belle, le casa es belle).
| adjetivo | comparativo | superlativo    |
| -------- | ----------- | -------------- |
| grande   | plus grande | le plus grande |
| bon      | minus bon   | le minus bon   |

## Literatura
No início, o Interlíngua era usado principalmente para resumos científicos e livros de aprendizado de línguas. O criador, Alexander Gode, não esperava que fosse utilizado para muito mais do que isso.
Com o tempo, surgiram obras mais criativas. Na década de 1960, Eric Ahlström traduziu e publicou ficções curtas em Interlíngua. Sven Collberg, um escritor sueco, tornou-se um dos autores mais ativos, escrevendo e traduzindo muitos poemas e histórias.
Durante as décadas de 1970 e 1980, mais obras originais e traduções foram publicadas, incluindo contos de fadas e poesias. Traduções de autores clássicos como H.C. Andersen, Carlo Goldoni e John Bunyan também foram feitas nos anos 1990.
Nos últimos anos, novos escritores como Vicente Costalago e Eduardo Ortega continuaram a escrever e traduzir literatura em Interlíngua, mostrando que o idioma ainda é usado atualmente para a escrita criativa.

## Exemplo
Tente entender esta frase por conta própria antes de ler a tradução em português abaixo.
Le 900 milliones de personas qui parla portugese, francese, espaniol, italiano, romaniano, etc. e mesmo le parlatores de anglese comprende un texto technic in interlingua sin studio previe. Illo tamben es relativemente intelligibile a eruditos parlatores de linguas germanic (germano, per exemplo) e slave (como le russo).
As 900 milhões de pessoas que falam português, francês, espanhol, italiano, romeno, etc. e até mesmo os falantes de inglês compreendem um texto técnico em Interlíngua sem estudo prévio. Ela também é relativamente inteligível a eruditos falantes de línguas germânicas (alemão, por exemplo) e eslavas (como o russo).
Padre nosso:
Patre nostre, qui es in le celos,
sanctificate sia tu nomine;
que veni tu regno;
que sia facite tu voluntate
sicut in le terra como in le celo.
Da nos hodie nostre pan quotidian,
e pardona nos nostre debitas
como nos pardona a nostre debitores,
e non duce nos in tentation,
sed libera nos del mal.